# Брікрест
Брікрест (англ. Briercrest) — село в канадській провінції Саскачеван. Брікрест знаходиться недалеко від міст Мус-Джо і Реджайна.

## Населення

### Чисельність
| 2001 | 2006 | 2011 | 2016 |
| ---- | ---- | ---- | ---- |
| 113  | 117  | 111  | 159  |